# 性食同類
性食同類（英語：Sexual cannibalism）是指動物個體（通常屬雌性）在交配過程之前、期間或隨後的同類相食行為。
這類現象在許多蛛形綱物種、一些昆蟲和甲殼類物種、腹足綱物種，和一些蛇類物種中被觀察到。幾種假設被提出以解釋此類行為如何經演化過程產生：適應性覓食假說（英語：adaptive foraging hypothesis）、攻擊性溢出假說（英語：aggressive spillover hypothesis）和錯誤身分假說（英語：mistaken identity hypothesis）。這類行為被認為是作為性衝突的表現而演化產生，當雄性和雌性的生殖利益（英語：reproductive interest）不同時就會發生。 發生此類現象的物種的雌性個體通常具有敵意且不願交配；這些物種的許多雄性個體發展出適應行為以對應雌性的有關行為。
性食同類通常被視為親代投資行為，子代會因此獲得以下一項或多項好處：更多數量的子代、更高的子代活力、更好的子代存活率，以及壽命更長和/或更容易繁殖的子代等。由於這些多重好處，性食同類甚至有在一些以植物為主要營養來源的物種發生。
性食同類通常伴隨著兩性個體間的體型差異（參看兩性異形），這在一些節肢動物物種尤其明顯。

## 參看
- 寇蛛屬
- 創傷式授精